# Dioscorea bako
Dioscorea bako är en enhjärtbladig växtart som beskrevs av Paul Wilkin. Dioscorea bako ingår i släktet Dioscorea och familjen Dioscoreaceae. Inga underarter finns listade i Catalogue of Life.